# 범투란주의
범투란주의(pan-Turanism) 또는 범투란민족주의는 19세기 말부터 20세기까지 슬라브인들의 범슬라브주의에 대항해 헝가리의 마자르인들과 중앙아시아 유래의 투르크인들이 '투란 민족'이라는 공동체를 구성한다는 이론을 바탕으로 정치적, 문화적 통합을 이루어야 한다고 주장한 운동이다. 투르크인 이스마일 가스프린스키와 유수프 아큐라 등에 의해 본격적인 정치운동으로 전개되었고, 오스만 제국이 이를 지원하였다. 본래 투란은 페르시아어로 중앙아시아를 지칭하는 단어이며 투르크, 타타르, 몽골, 우랄-알타이계의 언어와 민족들의 공통된 문화적 특성을 가리키는 말이 되었다.

## 같이 보기
- 유라시아주의
- 곡과 마곡
- 대핀란드
- 민족 전쟁 (핀란드)
- 태양어 이론
- 타타리아
- 튀르크족의 이주